# Sullivan (Nuevo Hampshire)
Sullivan es un pueblo ubicado en el condado de Cheshire en el estado estadounidense de Nuevo Hampshire. En el Censo de 2010 tenía una población de 677 habitantes y una densidad poblacional de 13,97 personas por km².

## Geografía
Sullivan se encuentra ubicado en las coordenadas 43°1′14″N 72°12′52″O / 43.02056, -72.21444. Según la Oficina del Censo de los Estados Unidos, Sullivan tiene una superficie total de 48.48 km², de la cual 47.99 km² corresponden a tierra firme y (1.01%) 0.49 km² es agua.

## Demografía
Según el censo de 2010, había 677 personas residiendo en Sullivan. La densidad de población era de 13,97 hab./km². De los 677 habitantes, Sullivan estaba compuesto por el 98.67% blancos, el 0.15% eran afroamericanos, el 0% eran amerindios, el 0.59% eran asiáticos, el 0% eran isleños del Pacífico, el 0% eran de otras razas y el 0.59% pertenecían a dos o más razas. Del total de la población el 0.44% eran hispanos o latinos de cualquier raza.